# 伯克利鎮區 (新澤西州)
伯克利鎮區（英語：Berkeley Township）是位於美國新澤西州海洋縣的一個鎮區。

## 地方資料
伯克利鎮區的面積為140.51平方千米，當中陸地面積為110.64平方千米，而水域面積為29.87平方千米。根據2020年美國人口普查的數據，當地共有人口43754人，而人口密度為每平方千米311.39人。